# Хитодама

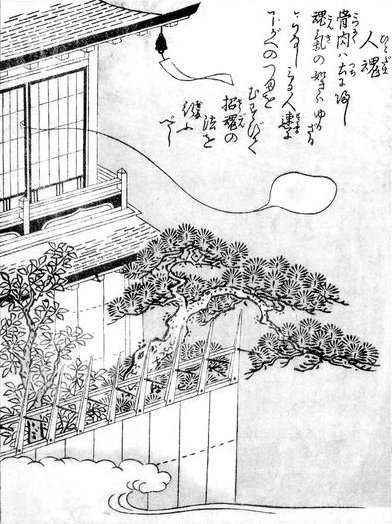
Хитодама

Хитодама (яп. 人魂, человеческая душа) согласно японскому фольклору, души недавно умерших. По легенде они принимают форму мистических огней.

## В фольклоре
Слово «хитодама» представляет собой комбинацию «хито» означающего «человек» и «тама» (сокращенная форма «тамасии») означающего «душа». Также они известны как ониби (яп. 鬼火, "демонические огни"). Предполагается, что подобные огни представляют собой бледно-голубые или зеленые сферы с длинными хвостами. Возможно, за эти огни принимали флуоресцентный газ, иногда появлявшийся над могилами.
Обычно рассказывают, что хитодама появляется летом, вблизи кладбищ и в мрачных лесах. Также рассказывают, что огни появляются рядом с умирающим человеком, как проявление души, покидающей тело и готовящейся отойти в иной мир. Некоторые рассказывают, что видели эти огни непосредственно перед рождением ребёнка. Большая часть хитодам гаснет или падает на землю вскоре после того, как люди замечают их. Также утверждается, что хитодамы уводят путников с правильного пути и делают так, чтобы они заблудились. Некоторые полагают, что на самом деле подобные огни являются проделками кицунэ, использующих «лисье пламя» (кицунэ-би), чтобы сбивать путников с пути.

## Научные исследования
Хитодама может быть создана искусственно из горючего газа. В конце XX века данные огни рассматривались как плазма, зародившаяся в воздухе .